# Lanxangia tsaoko
Amomum tsaoko е вид растение от семейство Zingiberaceae. Видът е почти застрашен от изчезване.

## Разпространение
Разпространен е в Китай, Лаос и Виетнам.